# Житлово-комунальне господарство Чернігівської області

## Житловий фонд
Загальний житловий фонд області становить 29,6 млн м².
Структура житлового фонду за власністю:
- комунальна — 1,2%
- державна — 0,2%
- приватна — 98,6%

До категорії ветхого віднесено 1175 житлових будинків загальною площею 62,6 тис.м², 103 житлових будинків загальною площею 8,2 тис.м² — до категорії аварійних.
Станом на 01.01.2010 в області існує 153 об'єднання співвласників багатоквартирних будинків (ОСББ), які обслуговують 182 житлових будинки загальною площею 388,2 тис. м².

## Ліфтове господарство
В житловому фонді області налічується 1209 ліфтів, які встановлені у 469 житлових будинках, із них 258 ліфтів або 21,3% — диспетчеризовано (по Україні — 63 відсотки). У 340 ліфтів закінчився термін експлуатації (25 років).

## Централізоване теплопостачання
Послуги з централізованого теплопостачання надають 5 підприємств комунальної теплоенергетики та КЕП «Чернігівська ТЕЦ».
Підприємства комунальної теплоенергетики експлуатують 204 котельні сумарною потужністю 1586,2 Гкал/год. 203 котельні працюють на природному газі, 1 — на твердому паливі. Кількість установлених котлів — 779, в тому числі з терміном експлуатації понад 20 років — 189 (24,3 відсотки).
Загальна протяжність теплових мереж у двотрубному обчисленні — 544 км, з них 197,4 км — ветхі та аварійні (36,3 відсотків).
Втрати теплової енергії в мережах у 2009 році становили в середньому 13,8% (по Україні — 12,9 відсотків).
Щорічно підприємства комунальної теплоенергетики виробляють приблизно 1,7 млн Гкал теплової енергії.

## Водопровідно-каналізаційне господарство
В області джерелами питного водопостачання є підземні води. Для централізованого водопостачання використовуються харківський, бучацький, верхньо- і нижньокрейдяні (сеноман) водоносні горизонти.
Централізованим водопостачанням забезпечено: міста — 100%, селища — 96,6%, села — 17,5 відсотків.
На території області комунальними підприємствами експлуатується 221 артезіанська свердловина та 13 насосних станцій II підйому (м. Чернігів — 4, м. Ніжин — 4, м. Прилуки — 2, м. Ічня — 1, м. Бахмач — 1 та м. Новгород- Сіверський — 1).
Станом на 01.01.2010 в області експлуатувалось 1754,3 км комунальних водопровідних мереж, з яких ветхі та аварійні — 665,4 км (37,9 відсотків).
Обсяг піднятої води насосними станціями I підйому за 2009 рік — 36875,3 тис.м³. На підняття 1 тис.м³ води витрати електроенергії у середньому становили 774 кВт год.
Втрати питної води та нераціональні витрати у зовнішніх мережах в середньому по області — 23,9% (по Україні — 40,4 відсотків).
Загальна протяжність каналізаційних мереж на 01.01.2010 становила 718,2 км, із них ветхі та аварійні — 299,0 км (41,6 відсотків).
На перекачування та очищення 1 тис.м³ стічних вод витрати електроенергії в середньому становили 892,0 кВт год.
Каналізаційні очисні споруди (крім міст Остер та Новгород-Сіверський, смт Варва та Козелець) морально і фізично застаріли, вони будувались з перспективою збільшення об'єму стічних вод, але в наш час[коли?] завантаженість більшості з них становить 30%, що призводить до нераціонального використання електроенергії.
Каналізаційні насосні станції будувались в 60-70-х роках і відпрацювали свій амортизаційний термін.

## Міський електротранспорт
Станом на 01.01.2010 у КП «Чернігівське тролейбусне управління» м. Чернігів налічувалось 123 одиниці пасажирських тролейбусів, з яких 97 одиниць або 78,9% зношені і підлягають списанню.
91 тролейбус має загальний пробіг більше 1,0 млн км. Середньодобовий випуск тролейбусів на лінію за 2009 рік становив 80 одиниць.
Середній вік рухомого складу становить 14 років при нормативному терміні експлуатації не більше 10 років.

## Благоустрій та комунальне обслуговування
Захоронення твердих побутових відходів в області здійснюється комунальними підприємствами на 401 полігоні та сміттєзвалищах загальною площею 409,7 га. З них 22,4% (площа 91,9 га) — перевантажені, 10,4% (площа 42,6 га) — не відповідають нормам екологічної безпеки.
Зношеність парку сміттєвозів становить понад 55 відсотків.
Загальна протяжність мереж зовнішнього освітлення населених пунктів області станом на 01.01.2010 становила 2078 кілометрів.
70% комунальних доріг населених пунктів потребують капітального ремонту і реконструкції.

## Ритуальне обслуговування
Ритуальні послуги населенню області надають 135 підприємств, з них 33 — комунальної форми власності.